# 영천 경주 김씨 지사공 종택
영천 경주김씨 지사공 종택(永川 慶州金氏 知事公 宗宅)은 대한민국 경상북도 영천시 임고면 황강리에 있는 종택이다. 1999년 12월 30일 경상북도의 문화재자료 제373호로 지정되었다.

## 개요
조선 중종 때 중추부지사를 지낸 김흡의 종가로 원래는 김흡이 지었으나 화적떼에 의해 없어진 것을 19세기 초 자손들이 다시 지었다고 한다.
마을 중심부에 있는 이 집은 경사진 대지 위에 솟을대문이 있고 문을 들어서면 ㄷ자형 사랑채와 一자형 안채가 어우러져 ㅁ자형을 이루고 있다.
뒤쪽 높은 곳에는 임진왜란 때 의병을 일으킨 김연(1552∼1592)의 사당과 신도비가 있다. 마을 입구에는 김연의 아들이 학문을 닦고 연구한 남강정사가 넓다란 연못 가운데에 자리잡고 있다.
안채, 사랑채, 사당, 대문간을 규모있게 배치하여 종가로서 규모를 잘 갖추고 있는 건물이다.

## 참고 문헌
- 영천경주김씨지사공종택 - 국가유산청 국가유산포털